# Chapelle de saint Govan
La chapelle de saint Govan (St. Govan's Chapel) est une chapelle située à St. Govan's Head dans le Pembrokeshire, au Pays de Galles.

## Histoire

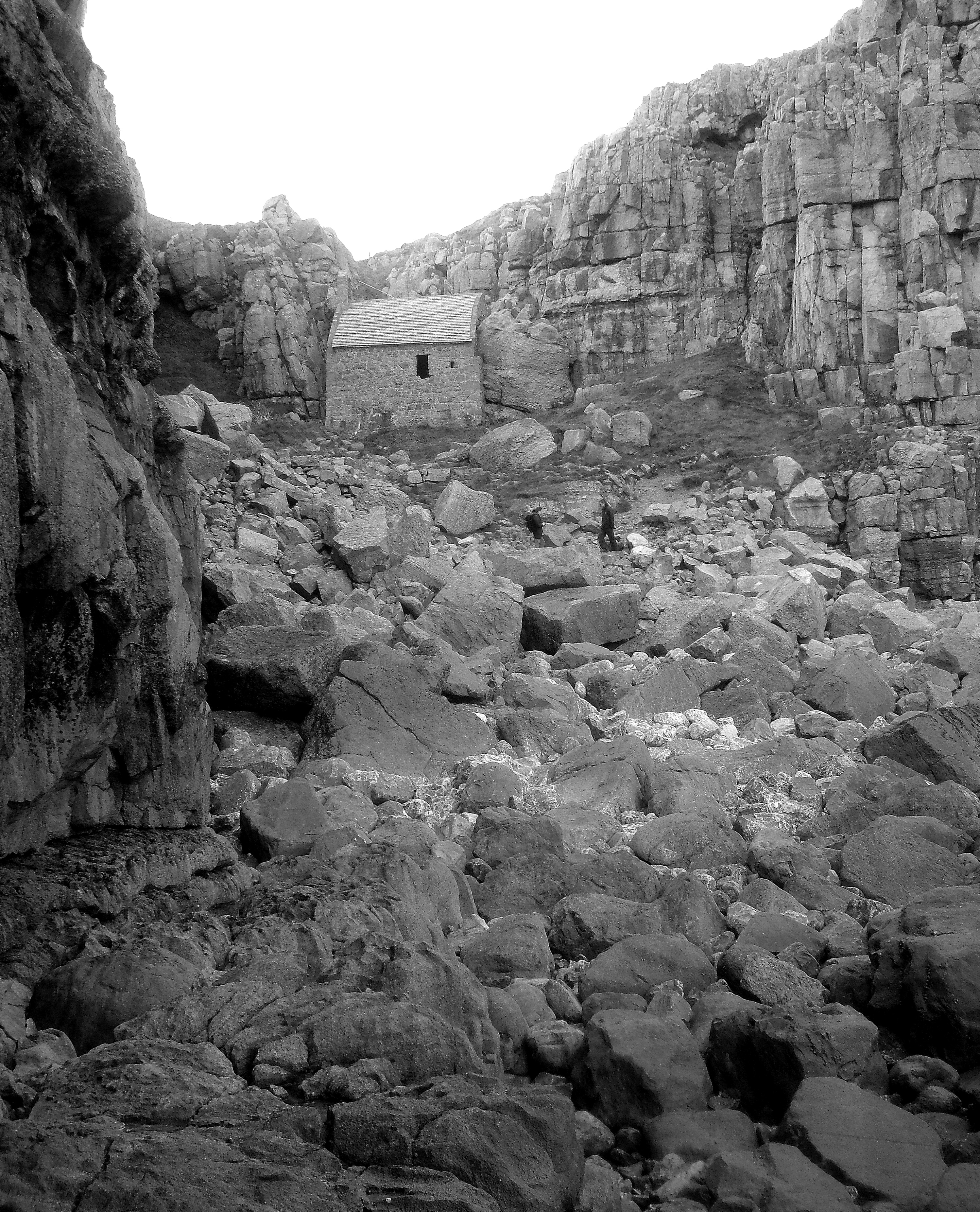
Chapelle de saint Govan.

L'essentiel du bâtiment a été construit au XIIIe siècle, bien que certaines parties peuvent remonter encore au VIe siècle quand saint Govan (en), un moine, s'est installé dans une grotte située sur le site de la chapelle actuelle.

## Description
Construite sur une falaise de calcaire, elle est large de 6,1 m sur 3,7 m et ne compte qu'une pièce.
Le bâtiment a été classé Grade I le 2 août 1996.

## Dans la culture
La chapelle apparaît dans la troisième saison de la série His Dark Materials : À la Croisée des Mondes, où le personnage de Marisa Coulter retient prisonnière sa fille Lyra.